# Nikolaus Marschik
Nikolaus Marschik (* 1971 in Linz) ist ein österreichischer Jurist und Diplomat. Marschik leitete von 2017 bis 2023 die Ständige Vertretung Österreichs bei der Europäischen Union.

## Werdegang
Nikolaus Marschik studierte am Wiener Juridicum. Er arbeitete danach am Ludwig Boltzmann Institut für Menschenrechte und als Projektmanager am International Centre for Migration Policy Development (ICMPD) in Wien. Im Rahmen seiner Tätigkeit im Außenministerium führte es ihn zunächst an die Österreichischen Ständige Vertretung bei der UNO in Genf, in die Menschenrechtsabteilung des Völkerrechtsbüros sowie in das Büro des Generalsekretärs. Später leitete er die Ministerkabinette von Ursula Plassnik, Michael Spindelegger und Sebastian Kurz.
Von 2009 bis 2014 war Marschik Leiter der Sektion für Administrative Angelegenheiten und Infrastruktur im österreichischen Außenministerium. Anschließend war er österreichischer Botschafter in Berlin und  Leiter der Ständigen Vertretung Österreichs bei der Europäischen Union.
Seit September 2023 ist er Leiter der Sektion „Völkerrechtsbüro und Amtssitz“ (Sektion I) und Generalsekretär für auswärtige Angelegenheiten.

## Privates
Nikolaus Marschik ist verheiratet und Vater eines Sohnes. Er ist Fan des Linzer Fußballklubs LASK.